# Serolis rugosa
Serolis rugosa är en kräftdjursart som beskrevs av Oleg Grigor'evich Kussakin 1982. Serolis rugosa ingår i släktet Serolis och familjen Serolidae. Inga underarter finns listade i Catalogue of Life.